# Orapa United FC
L'Orapa United FC és un club botswanès de futbol de la ciutat d'Orapa.
El club va ser fundat per Johane Mchive, Tidimalo Tito i Kaisara Kaisara el 2012 per la fusió de cinc clubs de la ciutat d'Orapa.
El club arribà a tres finals consecutives de la Mascom Top 8 Cup entre 2016 i 2018. En la primera edició, l'any 2016, derrotà Township Rollers a la final. Va ser finalista a la lliga la temporada 2014–15.

## Palmarès
- Copa botswanesa de futbol: [4]
  - 2018–19

- Mascom Top 8 Cup: [4]
  - 2016, 2020